# Партенчини
Партенчини (пол. Partęczyny, нім. Groß Partenschin) — село в Польщі, у гміні Свеці-над-Осою Ґрудзьондзького повіту Куявсько-Поморського воєводства.
Населення — 337 осіб (2011).
У 1975-1998 роках село належало до Торунського воєводства.

## Демографія
Демографічна структура станом на 31 березня 2011 року:
|          | Загалом | Допрацездатний вік | Працездатний вік | Постпрацездатний вік |
| -------- | ------- | ------------------ | ---------------- | -------------------- |
| Чоловіки | 186     | 43                 | 126              | 17                   |
| Жінки    | 151     | 43                 | 81               | 27                   |
| Разом    | 337     | 86                 | 207              | 44                   |